# Seda Bakan
Seda Bakan Erel, (Gebze, Kocaeli, 10 d'octubre de 1985), més coneguda com a Seda Bakan és una actriu turca de sèries de televisió i de cinema turc. És graduada de la Universitat de Sakarya a Adapazarı. Va assolir la fama amb el rol de Feyza al sèrie "Kardeş Payı".
Seda Bakan es va casar amb el compositor Ali Erel, el 2014. La parella va tenir una filla, Leyla, el 2019.